# Huddinge socken
Huddinge socken i Södermanland ingick i Svartlösa härad. Området motsvarar i stort dagens Huddinge kommun (med undantag av  att Skärholmen och Vårberg ingår i Stockholms kommun), från 2016 inom Flemingsbergs distrikt, Huddinge distrikt, Huddinge Sankt Mikaels distrikt och Trångsunds distrikt.
Socknens areal är 141,76 kvadratkilometer, varav 132,45 land.  År 1949 fanns här 20 124 invånare.  Godsen Balingsta gård, Fullersta gård, Flemingsbergs gård, Sundby gård, Ågesta gård och Balingsholm, kommundelarna Flemingsberg, Segeltorp, Stuvsta-Snättringe, Vårby, Trångsund och Skogås, orterna Stuvsta, Länna, Glömsta och Huddinge centrum samt sockenkyrkan Huddinge kyrka ligger i socknen.

## Historia

### Namnet
Namnet (1314 Wddunge) är ett bygdenamn med efterleden inbyggarbeteckeningen unge. Förleden är udde syftande troligen på en mötesplats vid en udde vid Vårby.

### Äldre historia
De äldsta lämningarna efter mänsklig verksamhet i Huddinge går ungefär 9 000 år tillbaka till stenåldern. Då låg större delen av landskapet under vatten och liknade en ytterskärgård. Genom den postglaciala landhöjningen har landmassan höjds sedan dess med cirka 50 meter. 
Från bronsåldern finns spridda gravrösen. Från järnåldern finns 25 gravfält och nio fornborgar. Fyra runristningar har påträffats. En stor silverskatt från vikingatiden, Vårbyskatten, som hittades 1871 i Vårby gård finns bevarad på Historiska museet. Masmogubben är ett centimeterstort keramikhuvud till en människofigur från stenåldern som hittades 1976 vid Masmovägen i kommundelen Vårby.
Följande gårdar anges som byar redan på medeltiden: Andersta (Flemingsberg), Ballingsta, Upsala (Björksättra), Fullersta, Gladö, Glömsta, Kästa, Lissma, Länna, Orlångsjö, Stensättra, Stuvsta, Sundby, Vista, Vårby, Ågesta, och många har spår av ännu äldre bebyggelse (se ovan). Närheten till Stockholm innebar under tidigmodern tid att många byar omvandlades till frälsegods, s k. säterier. Under tidigmodern tid tillkom ytterligare sätesgårdar, medan vissa byar uppgick i säterierna. Bygden upplevde därmed något av en bysprängning redan århundradena före laga skifte och många torp och mindre gårdar har gamla anor. Som synes av byarnas placering har befolkningen under medeltiden och dessförinnan, varit koncentrerad huvudsakligen runt sjön Orlången eller längs dess till- eller utflöden.

### Nyare historia

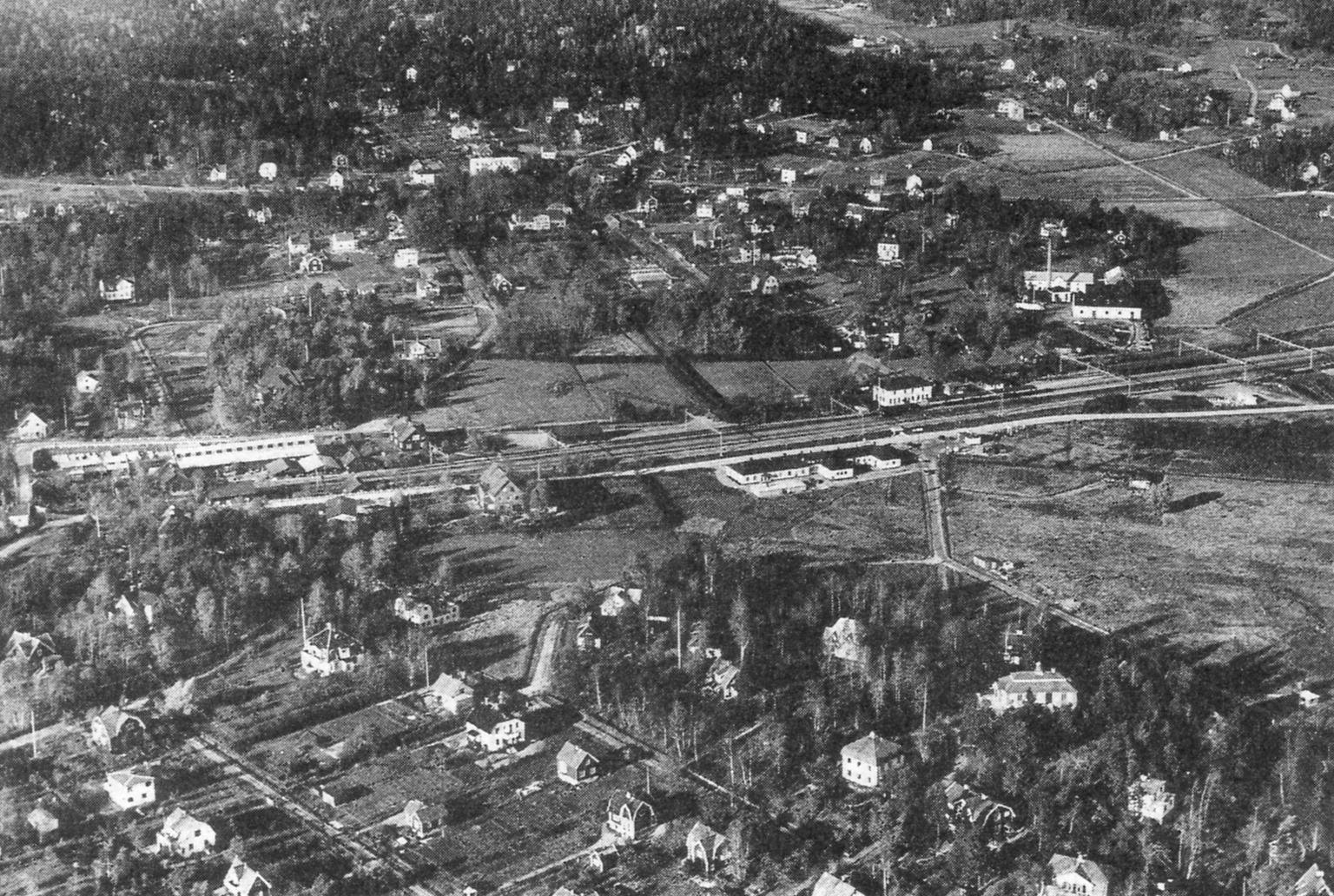
Centrala Huddinge mot nordväst, 1936.

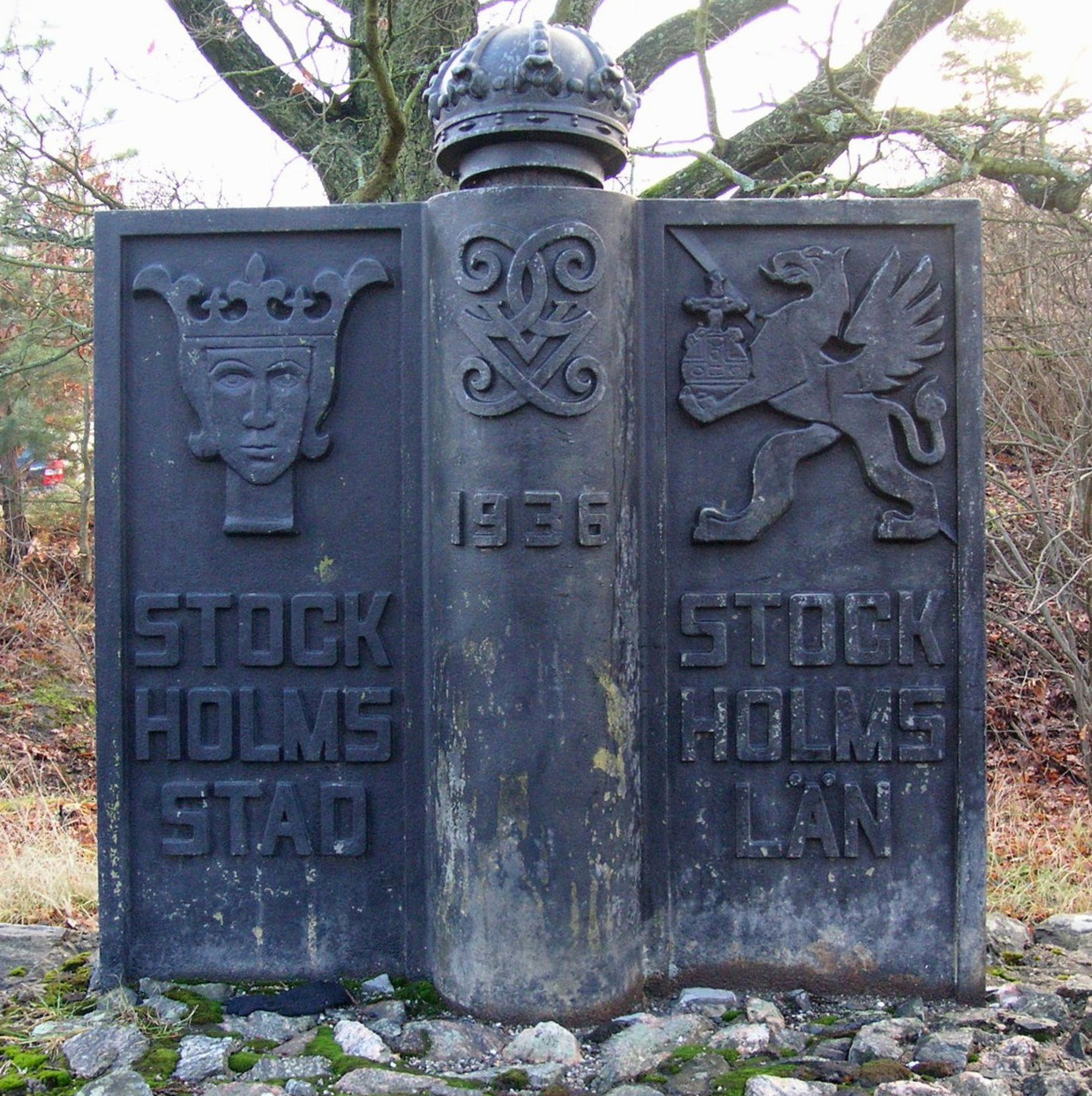
Gränsmärke från 1936 vid Gamla Södertäljevägen mellan Stockholms stad och Stockholms län/Huddinge kommun.

Innan järnvägen (Västra stambanan) anlades på 1860-talet bestod Huddinge av skogsområden och landsbygd med torp och gårdar. Nio av gårdarna och många torp finns kvar i dag. År 1840 fanns 1 275 invånare i Huddinge fördelade på 230 hushåll. I början av 1900-talet hade antalet ökat till cirka 1 800 invånare. Järnvägen blev startskottet för en utbyggnad av en modern och expansiv kommun.
Kring sekelskiftet 1900 blev det alltmer lönsamt för ägare av välbelägen mark kring Stockholm att sälja den till byggtomter än att fortsätta med jordbruket. När de första tomterna såldes var gårdarna ännu i bruk och ägarna var enskilda personer. Senare köptes de av tomtbolag som styckade stora arealer. Intill Huddinge järnvägsstation planerades 1902 på det sättet Huddinge villastad. Huddinge villastad var belägen på östra och västra sidan om Västra stambanan och på mark som ingick i Fullersta gårds landområden. Det var närheten till Huddinges järnvägsstation som skulle locka köparna.
I närheten av järnvägsstationen började efter 1945 kommunens centrala delar växa fram. Här uppfördes mellan 1945 och 1948 Huddinges första kommunala förvaltningshus efter ritningar av arkitekt Sture Frölén. Vid Fullerstavägen 1 byggdes 1947 Huddinges första hyreshus i tre våningar och med butiker i bottenplan (numera riven). Vid Huddinge station planerades även Huddinge centrum, som stod klart i början av 1960-talet. På 1980-talet tillkom nuvarande centrumanläggning, anledningen var stora marksättningar på grund av gamla sjöbotten och i mitten av 1980-talet tvingade detta fram ny- och ombyggnad.

### Administrativ historik
Huddinge socken har medeltida ursprung. 
Vid kommunreformen 1862 övergick socknens ansvar för de kyrkliga frågorna till Huddinge församling och för de borgerliga frågorna till Huddinge landskommun. I anslutning till Vårbyaffären överfördes 1963 Skärholmen och Vårberg till Stockholms stad. Landskommunen ombildades 1971 till Huddinge kommun. Ur församlingen utbröts Trångsunds församling 1974 och Sankt Mikaels församling och Flemingsbergs församling 1989.
1 januari 2016 inrättades distrikten Flemingsberg, Huddinge, Huddinge Sankt Mikael och Trångsund, med samma omfattning som motsvarande församlingar hade 1999/2000, i vilka detta sockenområde ingår.
Socknen har tillhört län, fögderier, tingslag och domsagor enligt vad som beskrivs i artikeln Svartlösa härad. De indelta soldaterna tillhörde Livregementets grenadjärkår, Södermanlands kompani. De indelta båtsmännen tillhörde Första Södermanlands båtsmanskompani.

## Geografi och natur
Huddinge socken ligger på Södertörn söder om Stockholm med Hanveden i söder Mälaren i väster Drevviken i öster, Magelungen i norr och kring sjöarna Trehörningen, Orlången, Ågestasjön med flera sjöar. Socknen är en kuperad skogsbygd med odlingsmark vid vattendragen och sjöarna. Drevviken delas med Österhaninge socken i Haninge kommun och Brännkyrka socken i Stockholms kommun, Magelungen delas med Brännkyrka socken och Öran delas med Västerhaninge socken i Haninge kommun.
Det finns tolv naturreservat i socknen. Björksättrahalvön, Drevviken, Flemingsbergsskogen, Gladö Kvarnsjön, Gladöskogen, Gömmaren, Gömsta äng, Lissmadalen, Lännaskogen, Orlången, Paradiset och Trångsundsskogen är alla kommunala naturreservat. Fullersta kvarn ingår i EU-nätverket Natura 2000 utan att vara ett naturreservat och Korpberget är ett biotopskyddsområde.
Det har funnits femton sätesgårdar i socknen: Vårby gård (säteri), Lissma gård (säteri), Ågesta gård, Flemingsbergs gård (säteri), Fullersta gård (säteri), Balingsta gård (säteri), Stuvsta gård, Glömsta gård (säteri), Balingsholms gård, Juringe gård, Länna gård, Sundby gård (säteri), Trångsunds gård, Stensättra gård (säteri) och Hörningsnäs gård.
I Länna fanns det förr ett gästgiveri.

## Befolkningsutveckling
Befolkningen ökade stadigt från 1 090 år 1810 till 73 829 år 1990. Den första stora befolkningsexpansionen ägde rum mellan 1920 och 1960 då befolkningen ökade från 4 072 till 29 466. Den andra stora expansionen ägde alltså rum mellan 1960 och 1990.